# Renne Dang
Renne Dang, właśc. René Dang (ur. 24 lutego 1995 w Rychnov nad Kněžnou) – czeski raper i piosenkarz pochodzenia wietnamskiego. W roku 2020 otrzymał platynową płytę za swój drugi album THÁI oraz złotą płytę za swój pierwszy solowy album CON LAI, która została przyznana w 2019 roku. Od 2014 roku jest członkiem Blakkwood Records.

## Kariera
Na scenie muzycznej jest aktywny od 2009 roku, a jego pierwszym oficjalnym minialbumem jest Zmrdlife Mixtape z 2012 roku. Na płycie znajduje się również singiel z grupą HZM pt. Máma mi říkala, že můžu, który osiągnął ponad 2 miliony wyświetleń w serwisie YouTube. W 2014 roku wydał kolejny minialbum pt. Zmrdlife 2, który był kontynuacją nagrania z 2012 roku. Pod marką Zmrdlife, którą wymyślił wraz z przyjaciółmi, zaczął również wypuszczać kolekcję ubrań. W 2014 roku stał się częścią wytwórni Blakkwood Records. Od tego czasu regularnie pojawia się na płytach innych raperów m.in. L.D. ho, Fosca Almy czy Viktora Sheena.
W 2015 roku Renne Dang razem z Viktorem Sheenem wydał album pt. Projekt Asia, który uzyskał pozytywne opinie wśród krytyków i fanów. Singiel pt. Instantní čubky II w 2019 roku przekroczył 7 milionów wyświetleń w serwisie YouTube. W tym samym roku wraz z producentem Cehą nagrał minialbum zatytułowany Danggkidd, na którym Renne pokazał, że radzi sobie zarówno ze śpiewem, jak i z delikatnymi oraz wrażliwymi tematami.
W 2016 roku Renne Dang pojawił się gościnnie w utworze pt. Zvedám strop, który wchodził w skład albumu DJ-a Wicha pt. Veni, Vidi, Wich. W tym samym roku pracował nad swoją debiutancką solową płytą pt. CON LAI, co w wietnamskim tłumaczeniu oznacza mieszaniec i tym samym nawiązuje do pochodzenia jego ojca. Płyta ta ukazała się 30 kwietnia 2017 roku i zawiera między innymi utwory takie jak: Napřed snům, Schody czy tytułowy singiel Con lai. Album dwa lata po wydaniu stał się certyfikowaną złotą płytą według kryteriów International Federation of the Phonographic Industry.
Po wydaniu płyty CON LAI zagrał ogólnokrajową trasę koncertową obejmującą kilkadziesiąt występów. W 2018 roku zapowiedział wydanie minialbumu pt. Zmrdlife 3, który miał kontynuować jego poprzednie projekty. Zmrdlife 3 został wydany 3 marca 2018 roku we współpracy z długoletnim DJ-em i producentem Renne – Lerykiem.
Rok 2019 upłynął pod znakiem drugiego solowego albumu zatytułowanego THÁI. Wiodący singiel pt. Kytky z pumpy odniósł sukces w kraju. Album w przedsprzedaży zyskał status złotej płyty i wkrótce po opublikowaniu pokrył się platyną. Na płycie pojawili się tacy goście jak: Ben Cristovao, Rest, DJ Wich, Paulie Garand czy słowacki artysta – Momo.
W 2020 odbył trasę koncertową związaną z wydaniem albumu THÁI. Jednakże część koncertów została odwołana z powodu Pandemii COVID-19. W tym roku stworzył również ścieżkę dźwiękową do czeskiego filmu Smečka oraz wystąpił na rozdaniu nagród Anděl wraz z Klarą Vytiskovą i Albertem Černým.
Jego trzeci solowy album zatytułowany DANG ukazał się 28 listopada 2021 roku. Singiel pt. Pouto zyskał popularność dzięki teledyskowi w czechosłowackim stylu retro. Na płycie pojawili się goście tacy jak: Michajlov, Kato, MC Gey czy Mirai. W następnym roku album zyskał status złotej płyty i otrzymał rozszerzenie w postaci tzw. edycji deluxe, która zawiera 3 nowe utwory. W jednym z nich gośćmi są np. raper Indy czy Maniak.
W roku 2022 podczas gali Český slavík uzyskał 2107 głosów, co plasowało go na 45 miejscu na liście.

## Dyskografia
- Zmrdlife (2012)
- Zmrdlife 2 (2014)
- Viktor Sheen & Renne Dang – Projekt Asia (2015)
- Renne Dang & Ceha – Danggkidd (2015)
- CON LAI (2017)
- Zmrdlife 3 (2018)
- THÁI (2019)
- DANG (2021)